# Полаткошинский сельский округ
Полатко́шинский се́льский окру́г (каз. Полатқосшы  ауылдық округі) — административная единица в составе Жамбылского района Жамбылской области Казахстана.
Административный центр — село Жалпак-Тобе.

## История
В 1989 году существовал как Пулаткошинский сельсовет в составе двух населённых пунктов: сёла Жалпак-Тобе (административный центр) и Кыршынды (ныне — упразднено).
В периоде 1991—1998 годов:
- Пулаткошинский сельсовет был переименован и преобразован в Полаткошинский сельский округ согласно реформам административно-территориального устройства Республики Казахстан;
- населённый пункт Кыршынды был отнесён к категориям иных поселений и исключён из учётных данных.

## Население
| Численность населения | Численность населения | Численность населения |
| 1989                  | 1999                  | 2009                  |
| --------------------- | --------------------- | --------------------- |
| 6903                  | ↗7653                 | ↗8394                 |

## Состав
| № | Населённый пункт | Тип населённого пункта       | Население, 1989 | Население, 1999 | Население, 2009 |
| - | ---------------- | ---------------------------- | --------------- | --------------- | --------------- |
| 1 | Жалпак-Тобе      | село, административный центр | 6 874           | ↗7 653          | ↗8 394          |
| 2 | Кыршынды         | село, упразднено             | 29              | —               | —               |